# 智凤街道
智凤街道，是中华人民共和国重庆市大足区下辖的一个乡镇级行政单位。

## 历史沿革
智凤街道现辖地区历史上主要隶属于登云乡、弥陀乡、米粮乡
- 1953 年，從城東、化龍、彌陀鄉各劃出一部分土地建立米糧鄉，由彌陀鄉分建登雲鄉
- 1956年，裁併米糧、登雲鄉
- 1961年，增設米糧、登雲公社
- 1967年8月，彌陀、登雲公社更名為八一、東風公社
- 1975年3月，恢復登雲公社原名
- 1981年，恢復彌陀公社原名
- 1993年底，撤銷登雲鄉、彌陀鄉，設立彌陀鎮
- 2003年，撤销米粮乡、弥陀镇，设立智凤镇，因宝顶山摩崖造像开创者赵智凤生于此地而得名。
- 随着2011年大足区成立以来，大足城区逐渐从棠香街道延伸入智凤镇，海棠新区部分规划区域也位于智凤镇。
- 2014年12月30日，重庆市人民政府批复同意撤销智凤镇，设立智凤街道。[2]

## 行政区划
- 彌陀鄉（11）：八一村、馬鞍村、油榨村、田壩村、龍鳳村、長堰村、茅里堡村、會龍村、高筍村、八里村、紮營村
- 米糧鄉（8）：黃連村、福壽村、仁義村、方家村、永福村、毗盧村、西河村、七星村
- 登雲鄉（7）：中峰村、向陽村、明江村、登雲村、普安村、阮家廟村、共和村

智凤街道下辖以下地区：
街村社区、高笋社区、普安社区、登云社区、新店社区、黄连社区、福寿社区、田坝村、茅里堡村、八里村、阮家村和永福村。

### 彌陀鎮2003年調整的區劃[4]
- 一、將原八一村、馬鞍村、油榨村合併為一個村，名為新店村；
- 二、將原田壩村、龍鳳村合併為一個村，名為田壩村；
- 三、將原茅里堡村、長埝村合併為一個村，名為茅里堡村；
- 四、將原高筍村、會龍村合併為一個村，名為高筍村；
- 五、將原八里村、紮營村合併為一個村，名為八里村；
- 六、將原中峰村、登雲村合併為一個村，名為登雲村；
- 七、將原向陽村、明江村、普安村合併為一個村，名為普安村；
- 八、將原阮家廟村、共和村合併為一個村，名為阮家村。

### 米糧鄉2003年調整的區劃[5]
- 一、將原黃連村、西河村、七星村合併為一個村，名為黃連村；
- 二、將原福壽村、仁義村合併為一個村，名為福壽村；
- 三、將原方家村、永福村、毗盧村合併為一個村，名為永福村。